# Dianajonesia
Dianajonesia is een geslacht van rankpootkreeften uit de familie van de Poecilasmatidae. De groep werd in 1884 als systematische eenheid met als typesoort Poecilasma fissa voorgesteld door Paul Fischer die er de rang van ondergeslacht van Poecilasma aan gaf, en de naam Temnaspis. Die naam was echter in 1845 door Jean Théodore Lacordaire al vergeven aan een geslacht van kevers uit de familie halstandhaantjes (Megalopodidae). Toen dit ontdekt werd door de Australische rankpootkreeftenspecialist Diana S. Jones en de Turkse entomoloog Hüseyin Özdikmen, publiceerden ze in 2008 het nomen novum Fischeriella voor de groep die inmiddels de rang van geslacht had; de naam was afgeleid van de auteur van de niet beschikbare naam. Ook die naam bleek echter niet beschikbaar omdat die in 1986 al door Maria Alessandra Conti en Stefano Monari was vergeven aan een geslacht van uitgestorven slakken. Nog in hetzelfde jaar stelden daarop Ahmet Ömer Koçak & Muhabbet Kemal de naam Dianajonesia voor, opnieuw afgeleid van de eerste auteur van de niet beschikbare naam.

## Soorten
- Dianajonesia amygdalum (Aurivillius, 1894)
- Dianajonesia bathynomi (Annandale, 1906)
- Dianajonesia excavatum (Hoek, 1907)
- Dianajonesia fissa (Darwin, 1851)
- Dianajonesia kilepoae Zevina, 1968
- Dianajonesia lenticula (Aurivillius, 1894)
- Dianajonesia minuta (Gruvel, 1902)
- Dianajonesia tridens (Aurivillius, 1894)
- Dianajonesia vagans (Aurivillius, 1894)